# Плебань
Плебань (бел. Пляба́нь) — деревня в Молодечненском районе Минской области Республики Беларусь. В составе Красненского сельсовета. Население 46 человек (2009).

## География
Плебань находится в 3 км к югу от центра сельсовета Красное и в 20 км к юго-востоку от города Молодечно. Местность принадлежит бассейну Немана, через деревню протекает река Уша. Через деревню проходит автодорога Р28 (Минск — Молодечно), от которой здесь ответвляется дорога автодорога в сторону посёлка Раков. Через деревню проходит ж/д магистраль Минск — Молодечно — Вильнюс, однако в деревне нет платформы, ближайшая платформа Лоси находится километром южнее, в одноимённой деревне.

## Этимология
Название деревни происходит от слова плебания, с 1500 года здесь располагался костёл, который обслуживал, главным образом католиков близлежащего села Красное.

## История

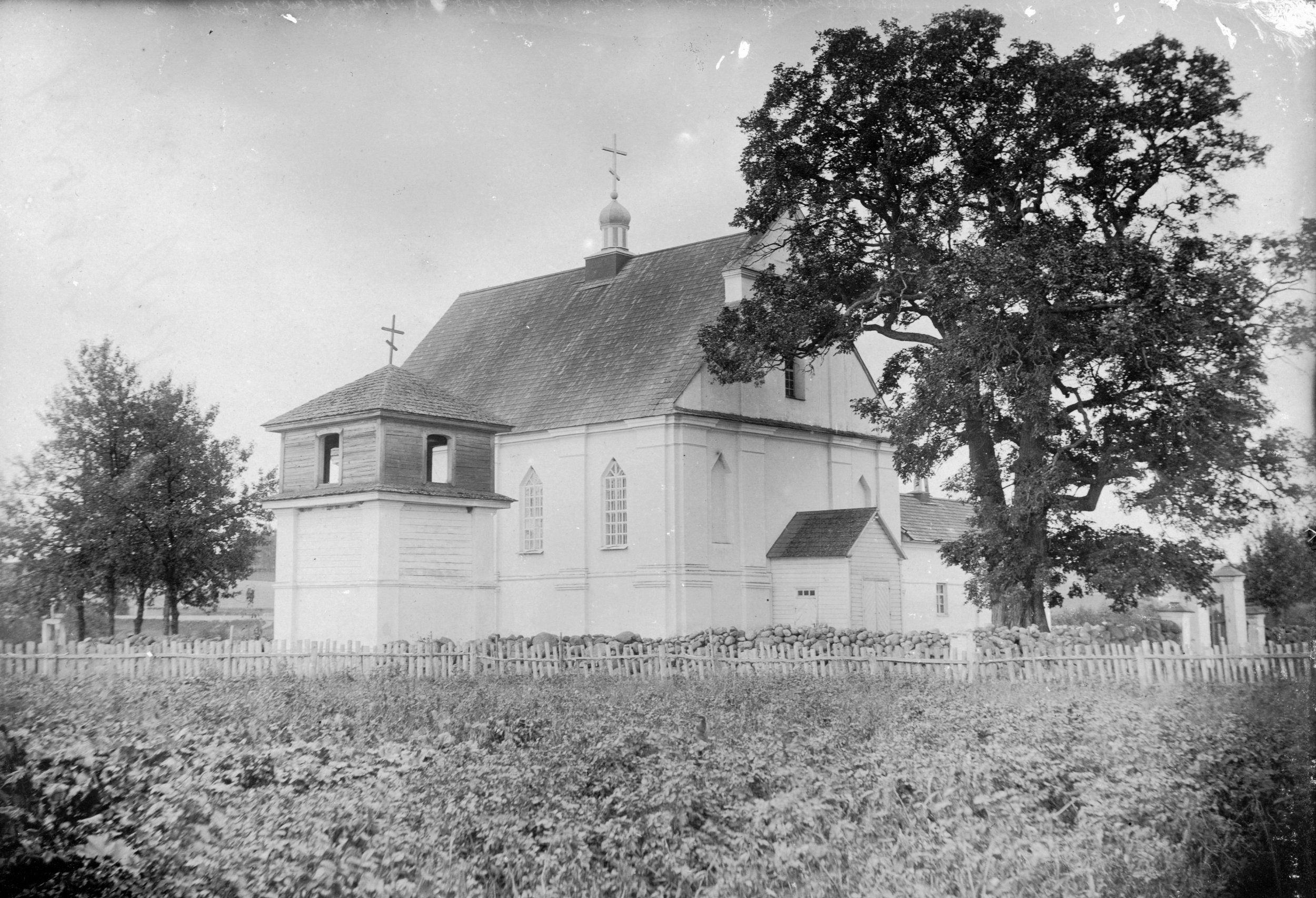

История Плебани тесно связана с историей Красного.
Католический приход в Плебани был основан около 1500 года, в 1500 году великий князь Александр Ягеллончик заложил в селении деревянный католический храм. Это строение сгорело во время русско-польской войны 1654—1667 года. Согласно с административно-территориальной реформой (1565—1566) Плебань в составе Минского уезда Минского воеводства Великого княжества Литовского.
В 1695 году на старом месте был построен новый деревянный храм, освящённый во имя Вознесения Пресвятой Девы Марии. Храм располагался в Плебани, но обслуживал также и католиков Красного.
В результате второго раздела Речи Посполитой в 1793 году Плебань оказалась в составе Российской империи в Вилейском уезде.
В 1800 году началось строительство каменного здания храма, которое растянулось до 1858 года. После подавления восстания 1863 года этот храм был отобран у католиков и передан православным, после чего был освящён как Успенская церковь.
В результате Рижского мирного договора 1921 года Плебань вошла в состав межвоенной Польши, где была в составе Молодечненского уезда Виленского воеводства. В 1921—1939 годах Успенская церковь снова функционировала как католическая. C 1939 года Плебань в составе БССР.
В советский период Успенский храм был заброшен и превратился в руины. В 1996 году передан православному приходу, восстанавливается как православная церковь.

## Население
- 2009 год — 46 жителей

## Культура
- Центр традиционной культуры и быта на базе филиала государственного музея истории белорусской литературы

## Достопримечательности
- Костёл, XIX век (1800—1858), упоминается как Свято-Успенская церковь. Построена в 1800 году как католическая, с 1872 года — православная.  Историко-культурная ценность Республики Беларусь, шифр 613Г000312.
  - Колокольня рядом с церковью. Колокольня — двухъярусная, нижний ярус — каменный, верхний — деревянный (XIX век)
- Деревянное здание плебании при бывшем костёле (XIX век). Ныне литературно-исторический музей.
- Могила Юлиана Бакшанского (1824-1863), участника освободительного движения и восстания 1863—1864 годов

### Памятник, скульптура
- Памятник повстанцам. Католическое кладбище с могилами участников восстания 1863 года —  Историко-культурная ценность Республики Беларусь, шифр 613Д000664.

## Галерея

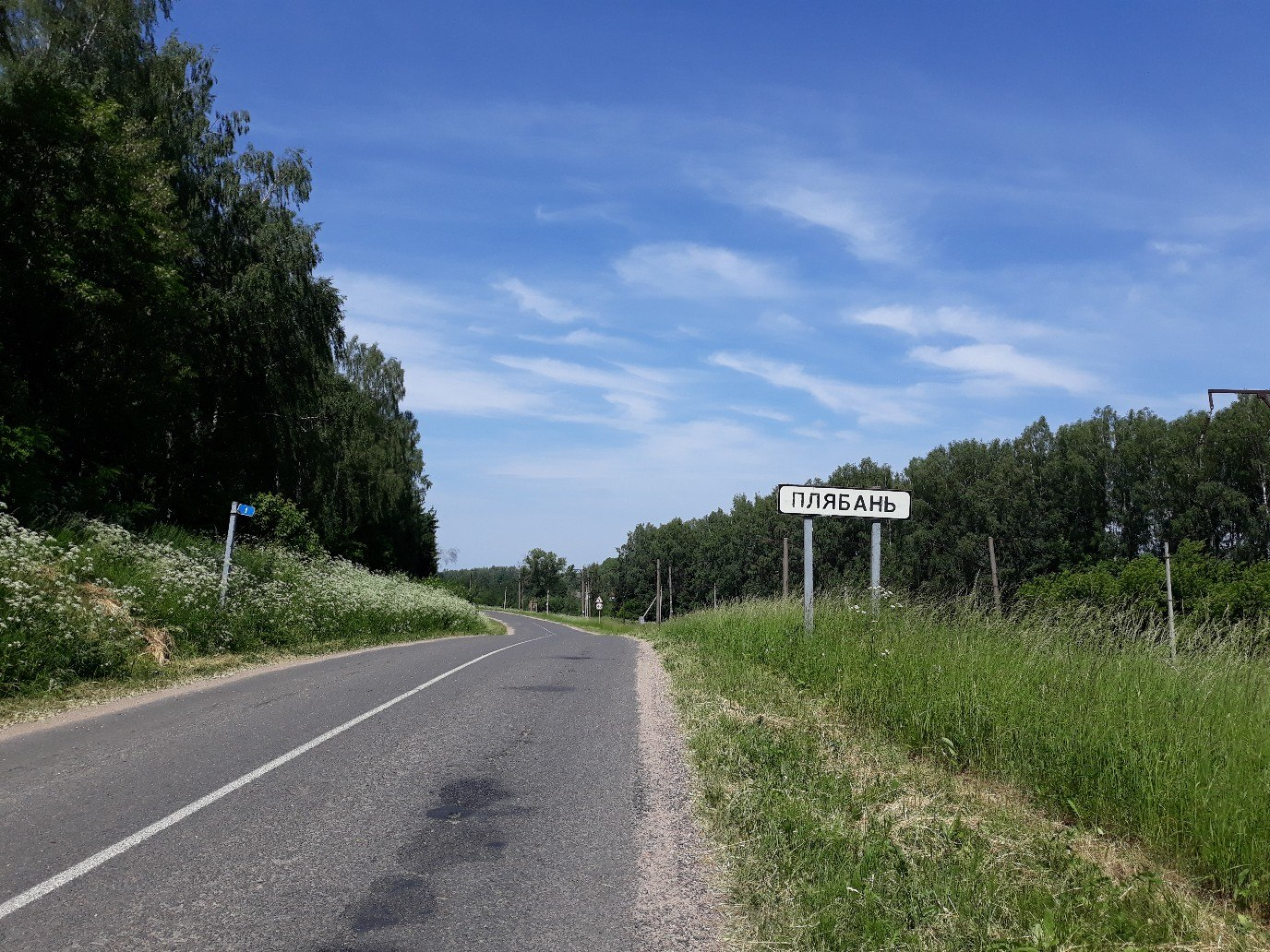
Дорожный знак на въезде в Плебань
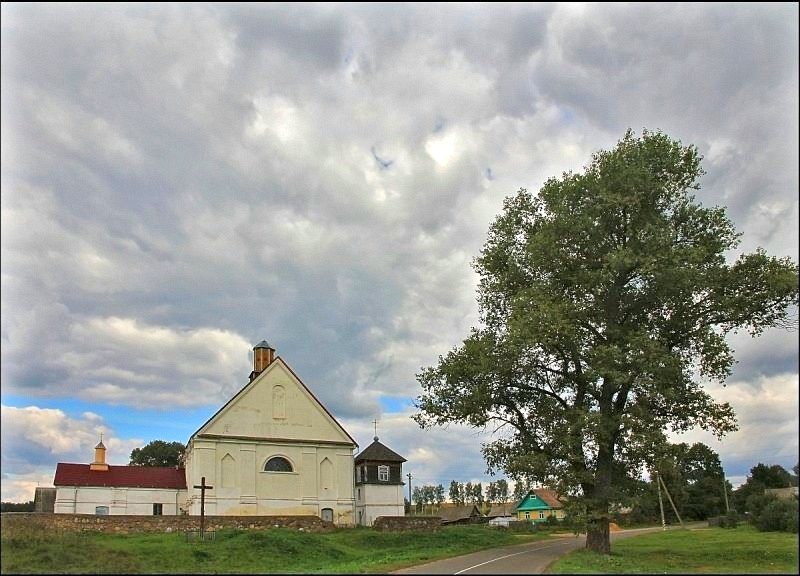
Успенская церковь (бывший костёл) с колокольней
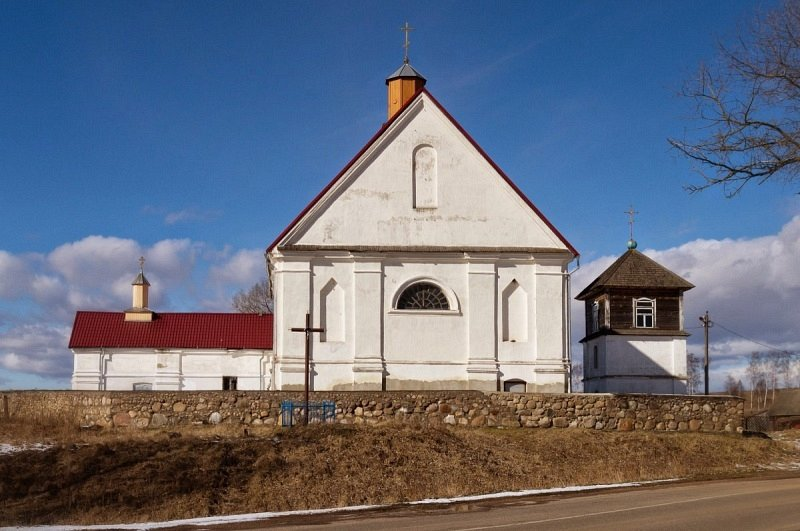
Успенская церковь (бывший костёл) с колокольней
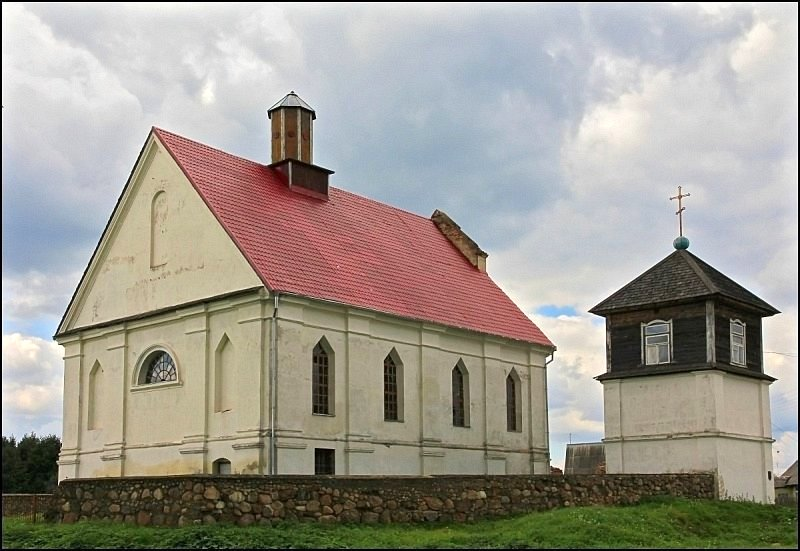
Успенская церковь (бывший костёл) с колокольней
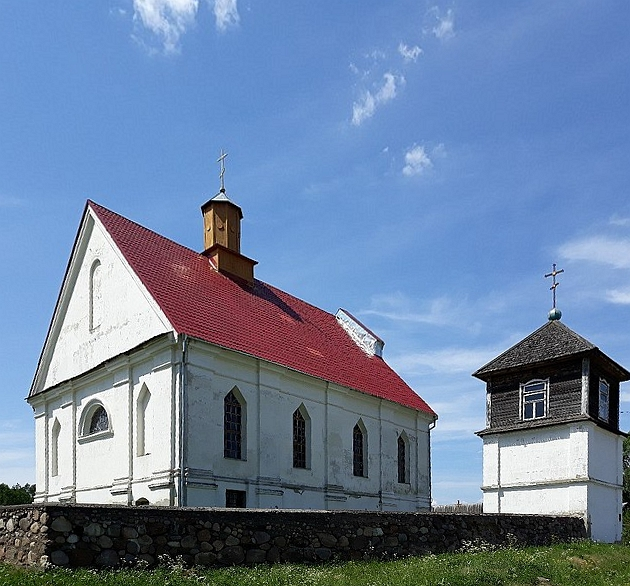
Успенская церковь (бывший костёл) с колокольней
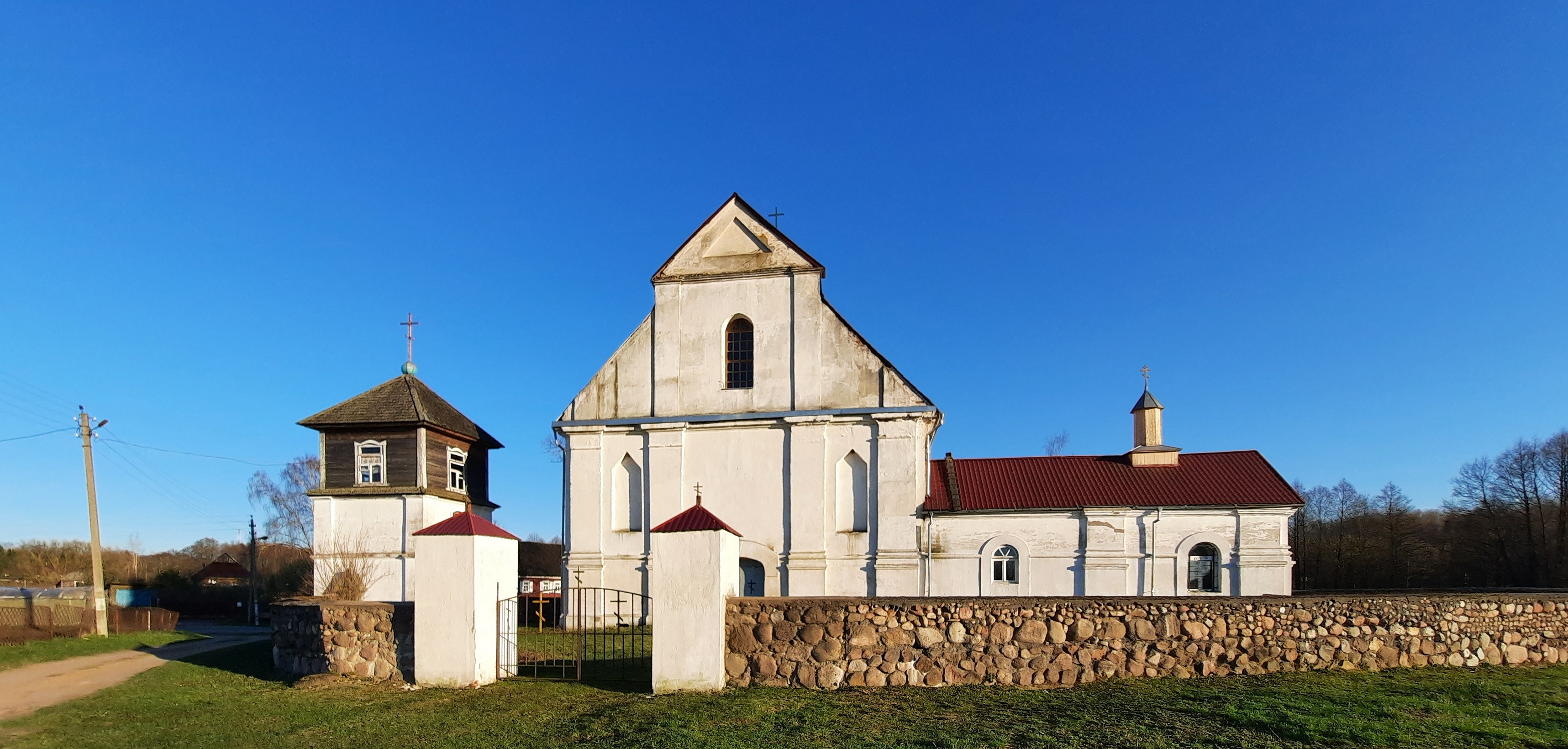
Успенская церковь (бывший костёл) с колокольней
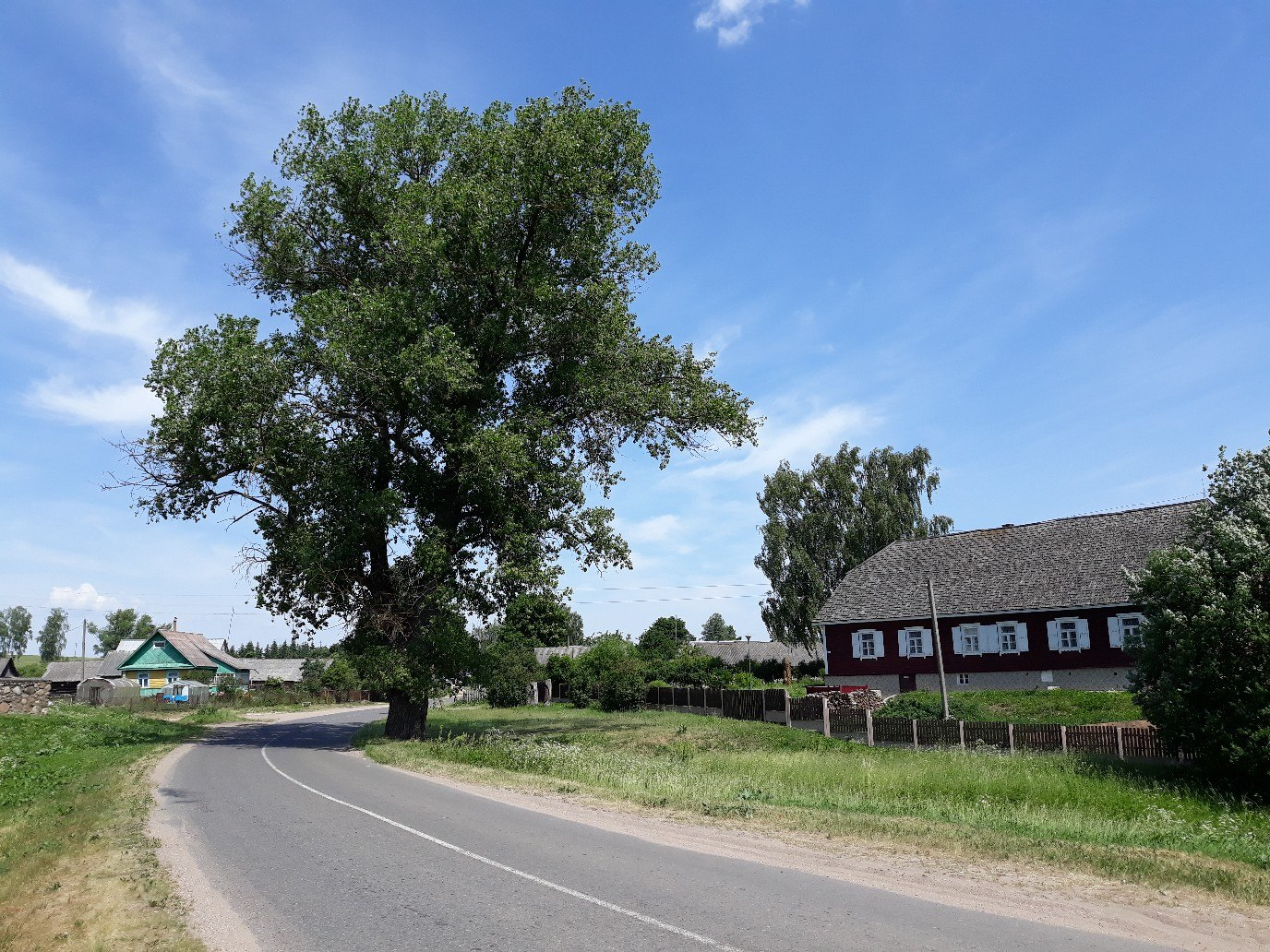
Здание плебании (ныне — музей)